# Svíčková

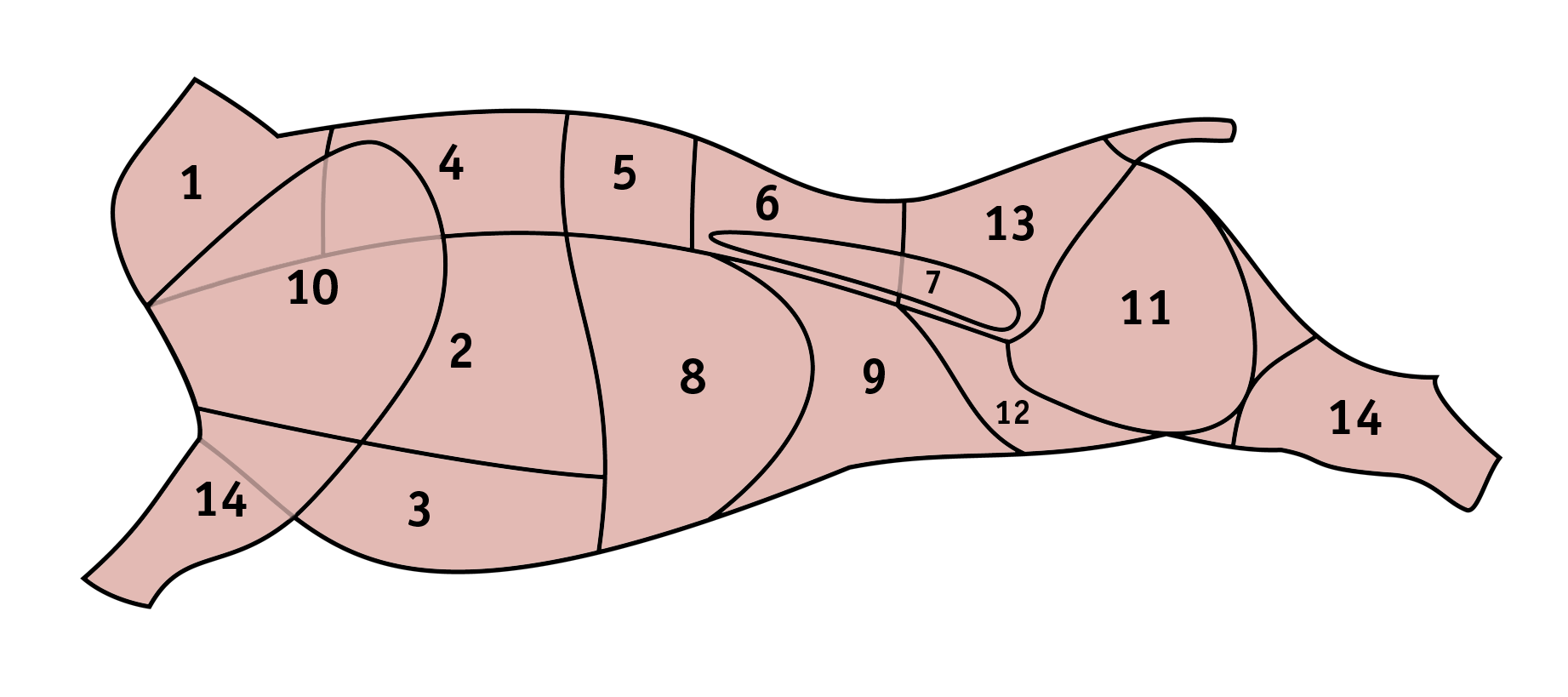
Schematické znázornění dílů hovězího masa – svíčková je pod číslem 7

Schematické znázornění dílů vepřového masa – panenská svíčková je pod číslem 8

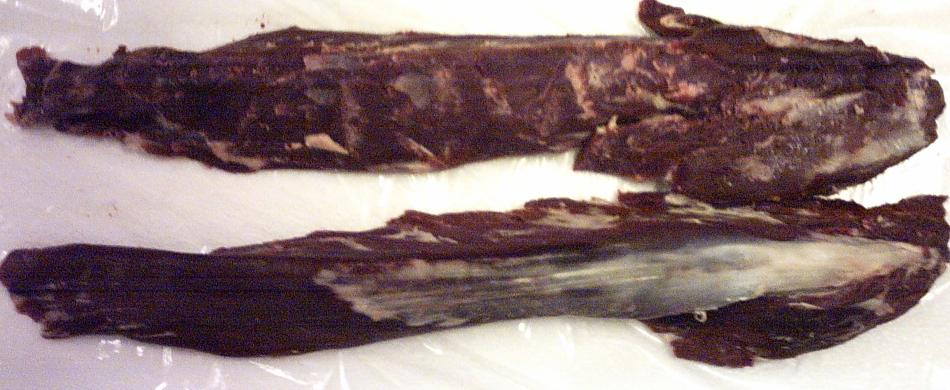
Hovězí svíčková

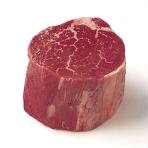
Špalíček ze svíčkové

Svíčková nebo hovězí svíčková je hovězí maso ze zadní čtvrtě jatečně opracované půlky skotu, případně prasete.  

## Popis a názvosloví

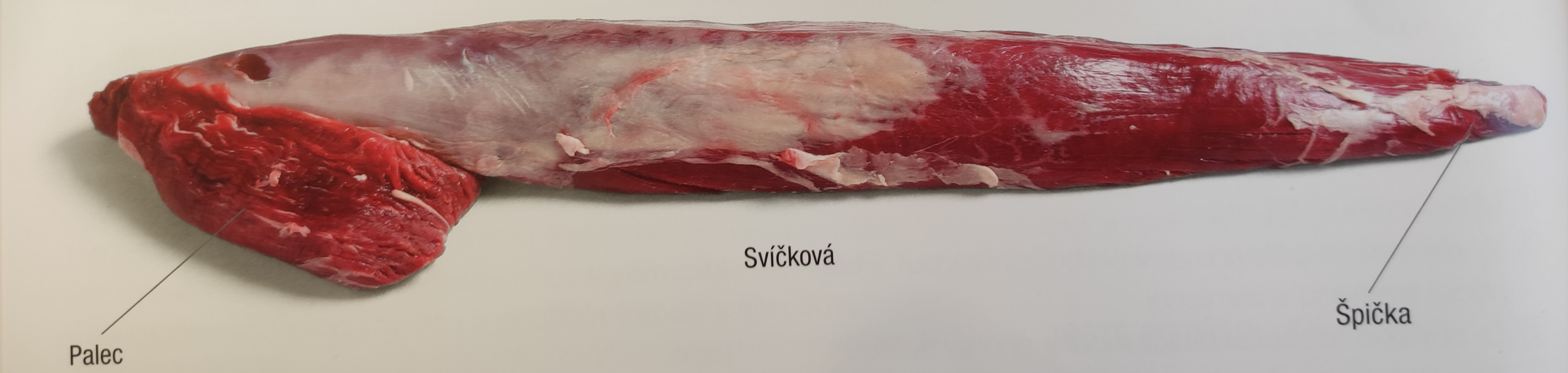

Název je odvozen od tvaru masa (svalu), připomínajícího svíci. Jedná se o vysoce kvalitní, šťavnaté zadní maso. Dělí se podle částí na špičku, palec a střed. 
Vepřová svíčková se častěji nazývá panenka nebo panenská svíčková a označuje vepřové maso, obdobný sval u prasete domácího.

## Surovina
Hovězí svíčková je maso získávané zespodu posledních hrudních (u skotu) a bederních obratlů. Hovězí svíčková je tvořena především
- bedrokřížokyčelním svalem (m. iliopsoas) a také
- souběžným malým bedrovcem (m. psoas minor).

Vepřová panenka je téměř výhradně velký bedrovec (m. psoas major), malý bedrovec zakrněl. Všechny tyto svaly se upínají na bederní obratle a pánev a tvoří oporu páteři – nejsou však příliš zatěžovány a maso má proto jemná svalová vlákna, je křehké, libové a má vysoký obsah bílkovin.

## Pokrm
Svíčková na smetaně, svíčkové řezy (německy Lendenbraten, v Rakousku Lungenbraten, anglicky Beef tenderloin) také znamená známé jídlo české a rakouské kuchyně. Hovězí svíčková bývá často označována za nejkvalitnější část hovězího masa, používá se na bifteky, tatarské bifteky, někdy je dušena v celku, na tmavé omáčce, často se smetanou. 
Na druhou stranu vzhledem ke své minimální tučnosti může například při steakové úpravě chuťově zaostávat za jinými kusy hovězího masa (například nízkým roštěncem).

## Náhrada
Pro její podobné vlastnosti může být svíčková nahrazena kulatou plecí – tzv. „falešnou svíčkovou“.